# Placé
Placé ist eine französische Gemeinde mit 354 Einwohnern (Stand: 1. Januar 2022) im Département Mayenne in der Region Pays de la Loire; sie gehört zum Arrondissement Mayenne und zum Kanton Mayenne. Die Einwohner werden Placéens genannt.

## Geographie
Placé liegt etwa 23 Kilometer nördlich des Stadtzentrums von Laval. An der östlichen Gemeindegrenze verläuft das Flüsschen Anxure.  Umgeben wird Placé von den Nachbargemeinden Vautorte im Nordwesten und Norden, Châtillon-sur-Colmont im Norden, Saint-Georges-Buttavent im Nordosten, Contest im Osten, Saint-Germain-d’Anxure im Südosten, Alexain im Süden, La Bigottière im Süden und Südwesten, Chailland im Südwesten und Westen sowie Montenay im Westen und Nordwesten.

## Bevölkerungsentwicklung
| Jahr                       | 1962 | 1968 | 1975 | 1982 | 1990 | 1999 | 2006 | 2019 |
| Einwohner                  | 500  | 429  | 344  | 330  | 309  | 326  | 299  | 352  |
| Quellen: Cassini und INSEE |      |      |      |      |      |      |      |      |

## Sehenswürdigkeiten
- Kirche Saint-Gervais-et-Saint-Protais

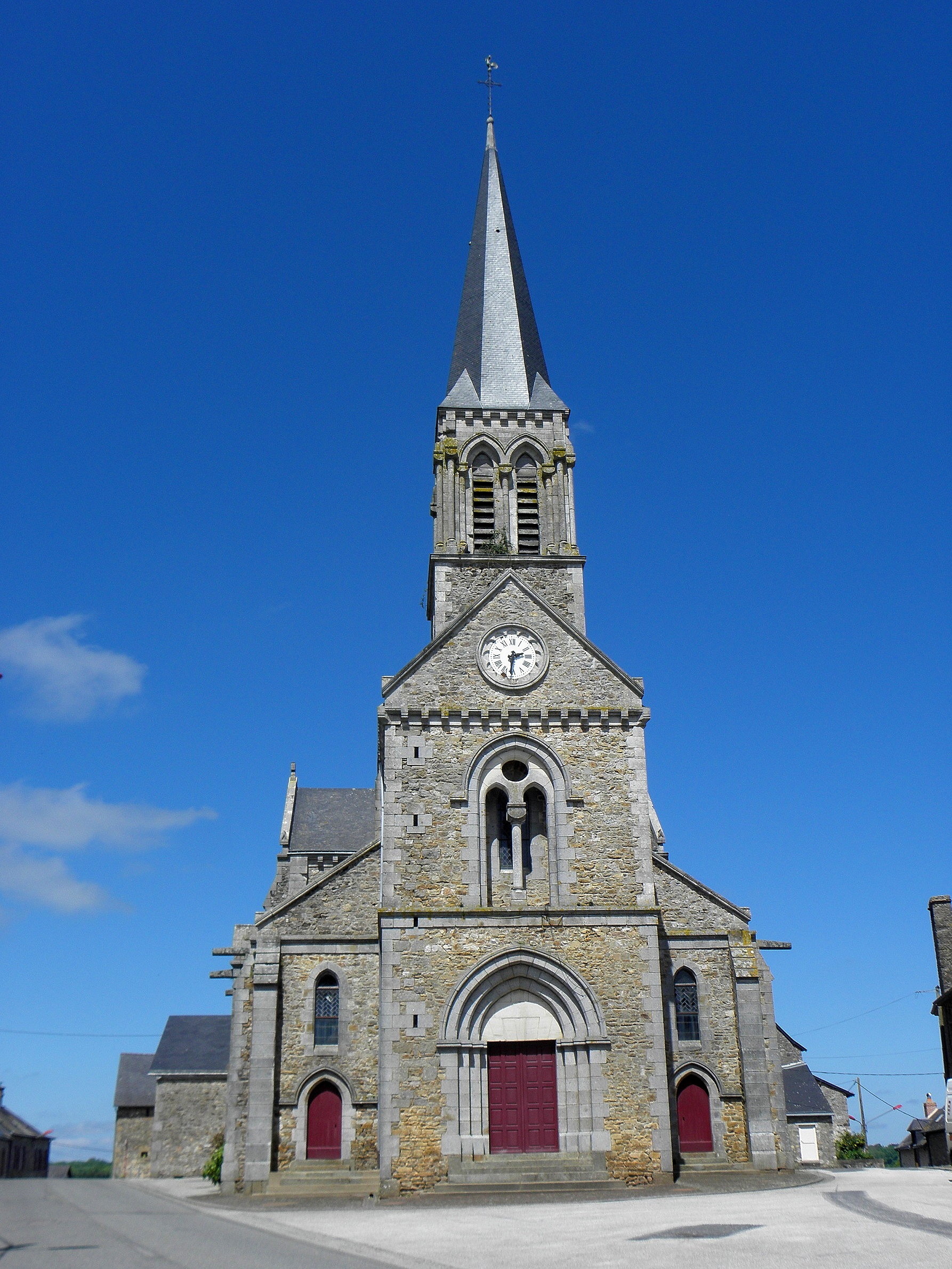
Kirche Saiont-Gervais-et-Saint-Protais

- Priorat von Montguyon